# Synagoge (Veenhuizen)
De voormalige synagoge aan de Hoofdweg 120 te Veenhuizen is gebouwd in 1839 en tot 1890 als synagoge in gebruik geweest. In 1894 kreeg het de bestemming van hoofdkantoor van de Rijkswerkinrichting Veenhuizen. Rond 1900 vond een verbouwing plaats in opdracht van het Ministerie van Justitie naar een ontwerp van architect W.C. Metzelaar. Sindsdien draagt het de naam 'Hoofdkantoor Directie' en is het in gebruik als kantoor. 

## Ontstaan
Door de Maatschappij van Weldadigheid werd in de 19e eeuw het initiatief genomen om armoedige gezinnen, veelal uit de grote steden, de kans op een nieuw bestaan te bieden door hen een plek als 'kolonist' te bieden in nieuwe 'Vrije koloniën' te vestigen op aangekochte woeste grond in Drenthe. In Veenhuizen werden voor de opvang van wezen, zwervers en bedelaars een drietal gestichten gebouwd waar in het dagelijks leven de godsdienst een belangrijke rol speelde. Alle bewoners werden ingedeeld naar hun geloof. Er waren aparte woon- en slaapzalen voor protestantse, katholieke en joodse kolonisten. Behalve de joden had elke groep ook een toezichthouder of opziener van hetzelfde geloof. Al snel na de bouw van de gestichten kwamen er in Veenhuizen ook twee kerken, een hervormde (1825) en een katholieke (1826), en werden zowel predikanten als katholieke geestelijken benoemd. Met het joodse geloof werd echter nauwelijks rekening gehouden.
Het Israëlitisch armbestuur in Amsterdam werd echter ook geconfronteerd met veel armoede onder de joodse bevolking en had al snel na de oprichting van de Maatschappij van Weldadigheid besloten om haar bedeelden ook naar de nieuwe koloniën te zenden. Daaraan werd wel als voorwaarde verbonden, dat er aandacht moest worden besteed aan de godsdienstige plichten van deze kolonisten. De joodse kolonisten in Frederiksoord werd daarom toegestaan om de synagoge in Steenwijk te bezoeken en om gebruik te maken van de plaatselijke joodse begraafplaats. Uiteindelijk werd er besloten om in Veenhuizen ook een afzonderlijke synagoge te bouwen. Ook kwam er eigen joodse begraafplaats.

## Inwijding
Van de inwijding van de synagoge op 23 en 24 augustus 1839 is een uitgebreid verslag opgetekend. Daarin wordt onder meer de samenstelling van de groep Israëlitische kolonisten van Veenhuizen beschreven. Het ging om 6 meisjes, 1 jongeling, 7 vrouwen, 14 mannen en 1 korporaal der Veteranen, tezamen uitmakende 35 mensen. Bij de inwijding waren ook vele geestelijken, ambtsbekleders en andere gasten aanwezig, zoals ook moge blijken uit de samenstelling van de feestelijke optocht:
- Een detachement Veteranen, met slaande trom.
- Het muziekkorps van het 3e Gesticht, bestaande uit 30 kolonisten.
- Zes Israëlitische Kolonisten-meisjes, in het wit gekleed en met bloemkorfjes in de hand.
- De Opper-Rabbijn van Zwolle en twee kerkleraren onder een verhemelte gedragen door vier Israëlitische jongelingen.
- De heer Ridder Mr. Faber van Riemsdijk, Lid van de Permanente Commissie van de Maatscbappij van Weldadigheid en de heer Tonckens, lid van Gedeputeerde Staten van Drenthe
- De·heer Visser, Inspecteur der Koloniën en de heer J. Polak Daniels.
- De Burgemeester van Norg en de Kapitein van de Veteranen, de heer Thonhäuser.

enz. enz.
Voor de belangrijkste genodigden werden de feestelijkheden afgesloten met een souper dat hen namens de Maatschappij werd aangeboden door genoemde heer Van Riemsdijk. "Bij het uitbrengen van een toost wezen vele sprekers erop, dat alle joodse bewoners in de koloniën van de Maatschappij van Weldadigheid nu eindelijk in staat waren om hun godsdienstige verplichtingen op gepaste wijze na te komen."

## Opheffing
Aanvankelijk werden er verhoudingsgewijs veel Joodse weeskinderen geplaatst in Veenhuizen. Na 1859 werden deze kinderen hier niet meer ondergebracht. Vanaf 1890 waren alle Joodse bewoners van de gestichten in Veenhuizen overgebracht naar Hoorn. Zowel de synagoge als de joodse begraafplaats raakte in onbruik.